# Botrypus parvus
Botrypus parvus là một loài dương xỉ trong họ Ophioglossaceae. Loài này được Ching Holub mô tả khoa học đầu tiên năm 1973.